# Antonienheim (München)

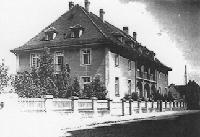
Das Antonienheim

Das Antonienheim der Israelitischen Jugendhilfe e. V. München war ein Kinderheim, das ursprünglich für Waisenkinder und in armen Verhältnissen lebende Kinder der jüdischen Gemeinde Münchens und darüber hinaus errichtet wurde.

## Geschichte
1925 erwarb der Verein Israelitische Jugendhilfe e. V. das Haus in der Antonienstraße 7 in Schwabing. Die 1. Vereinsvorsitzende, Elisabeth Kitzinger, erinnerte sich rückblickend:
Das neue Heim, in einem schönen Garten gelegen, bestand aus 20 Räumen... Am 29. März 1926 zogen die Kinder in das neue Heim ein. Aufnahme in das Heim fanden elternlose, uneheliche oder im Elternhaus gefährdete Kinder..., ferner schulentlassene Mädchen zur Erlernung des Haushalts und der Kinderpflege.
Ab 1933 nahm das Antonienheim zunehmend Kinder und Jugendliche auf, deren Eltern versuchten, Überlebenswege für sich und ihre Kinder zu finden. Bereits 1938 hatte der Gauleiter die Schließung des Heimes angeordnet. Mehrere Zöglinge konnten noch mit Hilfe von Kindertransporten nach England gebracht werden. Aufgrund der guten Beziehungen zum Stadtjudendamt hatte Elisabeth Kitzinger einen Aufschub der Heimauflösung erwirken können. Die Erzieherinnen und Lehrerinnen versuchten, trotz massiver Störungen des Heimbetriebs durch die Bevölkerung und städtischer Administration, den Kindern/Jugendlichen das fehlende Elternhaus zu ersetzen, ihnen Geborgenheit zu geben. Henny Seidmann, Haushaltsschülerin im Heim, berichtete in ihrer Autobiografie über den Alltag:
Es war streng im Antonienheim, und es wurde einiges gefordert, aber es gab menschliche Wärme. Wir waren immer umsorgt, immer behütet. Wenn Steine flogen, waren die Lehrerinnen da, und kümmerten sich um uns. Für das, was die Umwelt uns geboten hat, ging es uns nicht nur gut, es ging uns sehr gut!
Im November 1941 wurden 20 Kinder und 4 Betreuerinnen deportiert und alle  ermordet. Das ehemalige Heimkind Ernst Grube erinnert sich an die Deportationen:
Innerhalb weniger Monate wurden fast alle Kinder abgeholt. Nur wenige sind vorher noch ausgewandert... In immer kürzeren zeitlichen Abständen wurden Kinder in Gruppen nachts aus unserem Heim abgeholt und in Bussen abtransportiert. Wir wußten nicht, wohin die Reise geht. Weinend haben wir uns verabschiedet... Die meisten dieser Transporte gingen nach Theresienstadt und von dort weiter in die Vernichtungslager des Ostens.

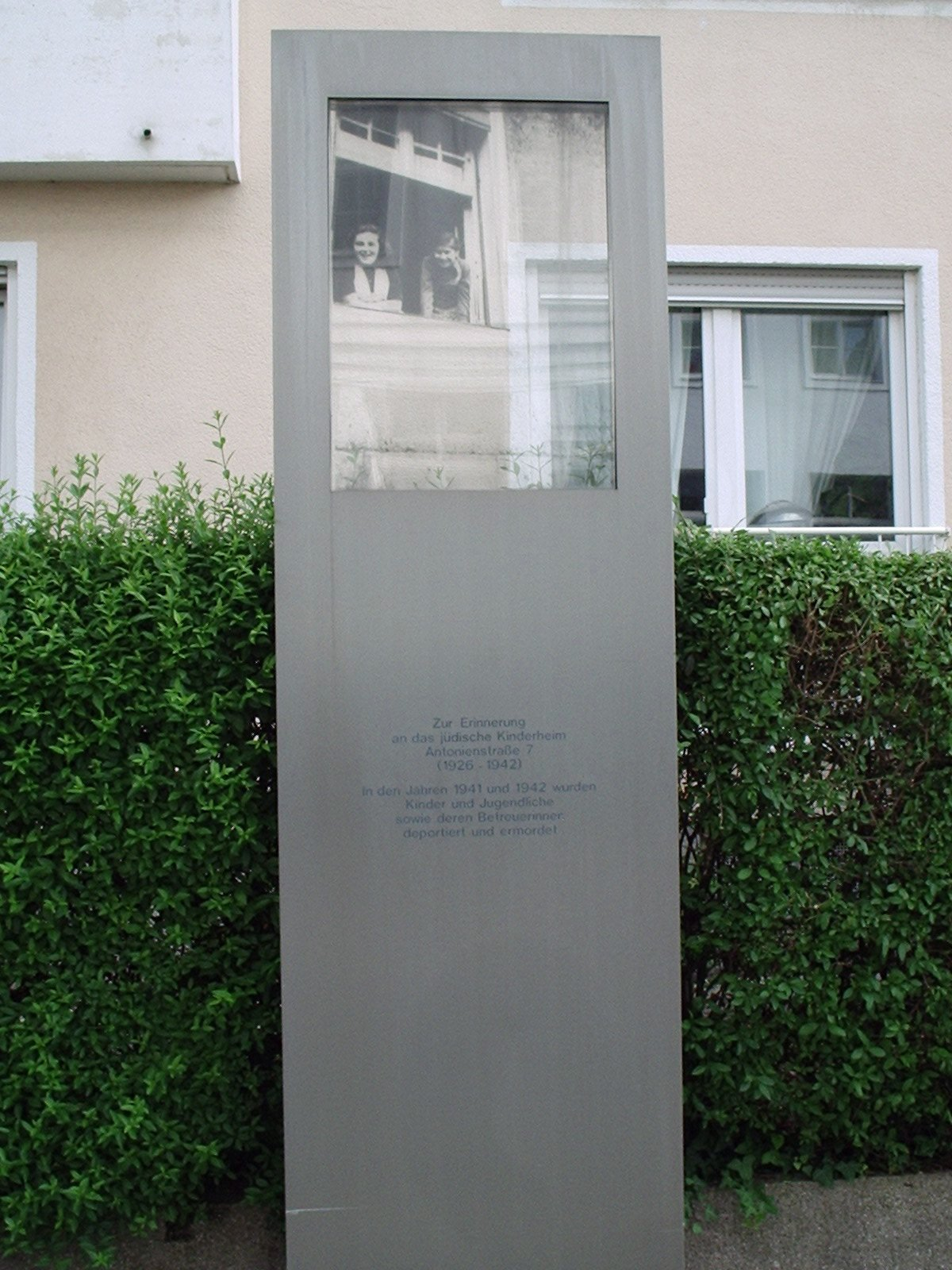
Denkmal an der Stelle des ehemaligen Heims

Im April 1942 musste das Heim endgültig seinen Betrieb einstellen. Die restlichen Kinder, ihre Erzieherinnen und die Heimleiterin, Alice Bendix, kamen zuerst in das Sammellager in Berg am Laim. Von dort aus wurden sie am 13. März 1943 in einem Viehwaggon in  verschiedene Todeslager, u. a. nach Kaunas (Litauen) in das dortige KZ Kauen, in das KZ Auschwitz verschleppt und ermordet. Die SS-Organisation Lebensborn e. V. errichtete im Antonienheim eine Mütterwohnstätte ein. Während einer der Bombennächte auf München wurde das Gebäude zerstört.

## Gedenkstätten
Seit 2002 befindet sich auf dem Gehweg vor dem Ort des ehemaligen Antonienheims ein Mahnmal. Der Grundstückseigentümer hatte die Anbringung einer Gedenktafel direkt am heute dort stehenden Gebäude verweigert. Das Mahnmal ist eine von Hermann Kleinknecht geschaffene Textsäule und beinhaltet eine transparente Scheibe mit einem Foto, das zwei ehemalige Heimbewohner zeigt, die aus dem Fenster blicken.
Koordinaten: 48° 9′ 53,2″ N, 11° 35′ 24″ O
Das gegenüberliegende Schulzentrum trägt seit 2004 den Namen Berufliches Schulzentrum Alice Bendix, benannt nach der Leiterin des Kinderheims.